# Journée internationale du chat
La Journée internationale du chat est un événement annuel qui se produit le 8 août.

## Historique
Cette journée internationale a été créée en 2002 à l'initiative du Fonds international pour la protection des animaux (IFAW en anglais, pour International Fund for Animal Welfare) dans le but d'encourager aussi bien les propriétaires de chats que les passionnés des félins à les célébrer et à en prendre soin.
Cette journée promeut également l'adoption des félins. À cette occasion, les organisations de protection et d'accueil des chats proposent l'adoption de chats (en général stérilisés afin d'éviter leur prolifération). 
Les adorateurs de chats en profitent pour échanger des photos de leurs compagnons félins sur les réseaux sociaux,. C'est aussi le moment privilégié où des internautes commentent ou postent des vidéos de chats comiques, parfois étonnantes, ainsi que des lolcats,. Lors de cette journée, des artistes s'expriment sur la représentation du félin ; par exemple Joann Sfar et Philippe Geluck.
De fait, l'interaction entre Internet et l'attrait pour les chats est telle que le Musée du cinéma de New York (New York's Museum of the Moving Image) a organisé une exposition consacrée au phénomène : « How Cats Took Over The Internet », et qu'il existe le festival vidéo internet du chat Internet Cat Video Festival (en) (en 2015, le 12 août), depuis 2012.
Il existe aussi un fil X (anciennement Twitter) consacré à cet événement : #InternationalCatDay.

## Journée internationale du chat noir
Le 17 août est la journée internationale du chat noir. Cette journée est consacrée à réhabiliter les chats noirs, victimes des superstitions à leur sujet. La Royal Society for the Prevention of Cruelty to Animals (RSPCA), notamment, milite pour l'adoption des chats noirs gardés dans les refuges animaliers.

## Journées nationales du chat
Des pays reprennent la même idée : les chats sont à l'honneur une certaine journée. Ainsi, aux États-Unis, la Journée nationale du chat (National Cat Day) est le 29 octobre. Certains pays d'Europe (dont l'Italie) fixent cette date au 17 février : Festa del gatto. En Russie, c'est le 1er mars. Au Japon, cette date est fixée au 22 février (2月22日) : c'est le jour du Chat (猫の日, neko no hi), car 222 se dit « ni ni ni », ce qui se rapproche de « nyan nyan nyan (にゃんにゃんにゃん) » pour le miaulement « miaou miaou miaou ».